# Singer 8
Der Singer 8 ist ein Kleinwagen, den der englische Automobilhersteller Singer ausschließlich im Jahr 1926 produzierte. Bereits 1927 löste der neue Singer 8 Junior, der erste Wagen des Herstellers mit obenliegender Nockenwelle, den Singer 8 ab.

## Eigenschaften
Der Singer 8 hatte einen Vierzylinder-Reihenmotor mit 847 cm³ Hubraum (Bohrung × Hub = 56 mm × 86 mm). Dieser erste Kleinwagen des Herstellers nach dem Ersten Weltkrieg hatte im Unterschied zu seinen Nachfolgern keine obenliegende Nockenwelle. Die Höchstgeschwindigkeit lag bei 78 km/h.
Das Auto war als Tourenwagen, Limousine oder Sports Tourer (Roadster) erhältlich.